# Château fort de Colmont
Ne doit pas être confondu avec Château de Colmont ou Manoir de Colmont.
Le château fort de Colmont (en néerlandais : Burcht van Kolmont) était un château fort situé à Colmont, un hameau près d'Overrepen dans la commune belge de Tongres dans la province du Limbourg. Il est aujourd’hui en ruine. Le château est situé sur la Oude Kolmontstraat près du château de Colmont. 

## Bâtiments
Le château fort était situé sur les contreforts d'une crête artificiellement élevée entourée de plusieurs douves alimentées par le Herck. Du côté ouest se trouve un lice à l'entrée de la tour du côté nord. Le château se composait de deux parties; d'une part, il y avait une maison d' habitation sur le côté sud et, d'autre part, un donjon surélevé du côté nord. Les deux parties du château étaient reliées par plusieurs dépendances - dont une tour ovale qui servait de lieu de casernement pour la garnison - et une tour résidentielle carrée de trois étages. Les toits du château auraient été recouverts d'ardoise. 
Le donjon à dix faces est le mieux conservé. Chaque côté du donjon mesurait 4,7 m et les murs avaient une épaisseur de 3,25 m dans lequel un escalier  a été découpé. L'entrée du donjon était au deuxième étage. Les trous dans les murs montrent probablement où le chemin de ronde était attachée.

## Histoire
Le château fort de Colmont a probablement été construit dans la seconde partie du XIIe siècle par Gérard II de Looz, sixième comte du comté de Looz, pour protéger les frontières avec le Landgraviat de Brabant et la Principauté de Liège. La première mention du château date de 1175, dans les écrits un certain Elbert parle du châtelain du château de Colmont même si la légende le fait remonter au temps des romains. 
Vers 1180, une bataille acharnée éclata entre Gérard, le comte de Looz et le prince-évêque Raoul de Zähringen. Contrairement à de nombreuses autres forteresses du comté de Looz ainsi qu'à la ville de Tongres, le château de Colmont n'est pas pillé ni brûlé. 
Au début du XIIIe siècle, le comte Louis II de Looz a prêté  le château et les terres environnantes à Henri Ier de Brabant, duc de Brabant . 
Au début du 14e siècle, le comté de Looz fut confronté à un problème de succession qui va mener à la fin du comté. Après la mort sans enfant du comte Louis IV de Looz en 1336, son cousin Thierry de Heinsberg revendique le titre. Ce n'est qu'en 1346 que le prince évêque Engelbert III de La Marck accepte ce changement de pouvoir. Lorsque Thierry est également décédé sans enfant et que son cousin, Godefroy de Heinsberg a revendiqué le titre. Les princes-évêques ont décidé qu'il en était fini et, après une longue bataille en 1366, le comté a été annexé après qu'un autre prétendant, Arnoul de Rumigny, a vendu le titre à Liège. En raison de l'annexion du comté de Looz, le château de Colmont n'était plus dans une zone frontalière dangereuse et le château perdit sa fonction militaire. 
A la fin du XVe siècle, le château fort jouera pour la dernière fois un rôle important dans la bataille entre la Maison de la Marck et le prince-évêque Jean de Hornes. En 1489, le château fut pris après un siège de courte durée et les années suivantes, le château fort a été démantelé. Les pierres du château ont été utilisées pour restaurer les murs de la ville de Tongres.

## Biographie
- (nl)  Gilissen, J. et al.  Tongeren - 100 historische getuigen (1985)
- (nl)  Stevens, A. et al.  2000 jaar Tongeren. (1988)